# 明德强皇后
強皇后（？—356年），前秦开国皇帝景明帝苻健的皇后。起初，后赵大将氐族首领苻洪的继承人苻健，娶妻强氏。后赵灭亡后，苻洪死，苻健继立。皇始元年（351年）正月二十，苻健建立前秦，自称天王，封强氏为天王皇后，立强氏所生的长子苻萇为太子。皇始二年（352年）正月，苻健正式称帝，以强氏为皇后。苻健以强皇后的哥哥强平为股肱大臣。
强皇后生有三子：苻萇、苻生、苻柳。皇始四年（354年），东晋桓温北伐，太子苻萇与其作战时中箭，到年底十月，箭创发作身亡。强皇后想以幼子晋王苻柳为太子，苻健却相信谶文“三羊五眼”，立残暴的淮南王苻生为太子。皇始五年（355年）六月十五，苻健去世，苻生继位为皇帝，尊强皇后为皇太后。
苻生暴虐任性，无故杀害了许多前秦大臣。壽光二年（356年）夏四月，有谣言称盗贼将要袭击国都长安，引起了长安城内五天的恐慌。苻生知道这只是谣言后，将传播谣言的人全部剖胸剜心处死。苻生的舅舅強平，劝谏他不要进行如此残忍的处罚。大怒，尽管有三个他信任的将军为強平求情，怒不可遏的苻生还是用铁锤敲裂了強平的颅骨。五月，在悲伤和惊惧之下，强太后去世，谥号明德皇后。